# Nikolaus Cybinski
Nikolaus Cybinski (* 18. Mai 1936 in Bitterfeld; † 9. August 2023 in Lörrach) war ein deutscher Lehrer, Autor und Aphoristiker. 

## Leben und Werk
Cybinski studierte in Freiburg im Breisgau und Paris Geschichte, Deutsch und Französisch und war von 1965 bis 2001 Lehrer am Hans-Thoma-Gymnasium in Lörrach, wo er bis zu seinem Tod lebte. Seine Aphorismen wurden seit 1975 unter anderem in der Süddeutschen Zeitung, in der Schwäbischen Zeitung und der Frankfurter Rundschau veröffentlicht. Neben Aphorismen schrieb er auch Erzählungen und Kurzgeschichten. Cybinski war überdies als Kulturkritiker unter anderem für die Badische Zeitung tätig.

## Werke (Auswahl)
- Werden wir je so klug sein, den Schaden zu beheben, durch den wir es wurden?. Aphorismen, 1979.
- In diesem Lande ist das Leben lustig! Wohin du schaust: Lachende Dritte. Aphorismen, Verlag Waldemar Lutz, Lörrach 1982, ISBN 3922107206.
- Die Unfreiheit hassen wir nun. Wann fangen wir an, die Freiheit zu lieben?. Aphorismen, Edition Isele, Eggingen 1987, ISBN 3925016244.
- Der Anruf während der Tagesschau: Erzählungen. Verlag Waldemar Lutz, Lörrach 1990, ISBN 3922107265.
- Der Rest im Risiko. Aphorismen, Verlag Waldemar Lutz, Lörrach 1992, ISBN 392210732X.
- Von Wieden nach irgendwo. Heimatlieder und andere Texte, Gedichte, Verlag Waldemar Lutz, Lörrach 2005, ISBN 978-3-922107-70-5.
- Im Steilhang der Zeit. Aphorismen 2006–2010, Verlag Waldemar Lutz, Lörrach 2010, ISBN 978-3-922107-89-7.